# ویلیام پرات
ویلیام پرات (انگلیسی: William V. Pratt; ۲۸ فوریهٔ ۱۸۶۹ – ۲۵ نوامبر ۱۹۵۷) ادمیرال نیروی دریایی ایالات متحده آمریکا بود، که در فاصله سال‌های ۱۹۲۵ تا ۱۹۲۷ به‌عنوان پنجمین فرمانده عملیات نیروی دریایی آمریکا فعالیت می‌کرد.
پرات فعالیت نظامی را از سال ۱۸۸۹ در نیروی دریایی آمریکا آغاز کرد، از ۱۹۱۱ تا ۱۹۱۳ فرمانده ناو سرفرماندهی یواس‌اس بیرمنگام بود، از ۱۹۱۹ تا ۱۹۲۱ فرماندهی نبردناو یواس‌اس نیویورک را برعهده داشت، از ۱۹۲۱ تا ۱۹۲۳ به‌عنوان فرمانده نیروی ناوشکن ناوگان اقیانوس آرام ایالات متحده فعالیت می‌کرد و از ۱۹۲۳ تا ۱۹۲۵ فرمانده لشکر کشتی‌های جنگی بود.